# 文化的アイコン

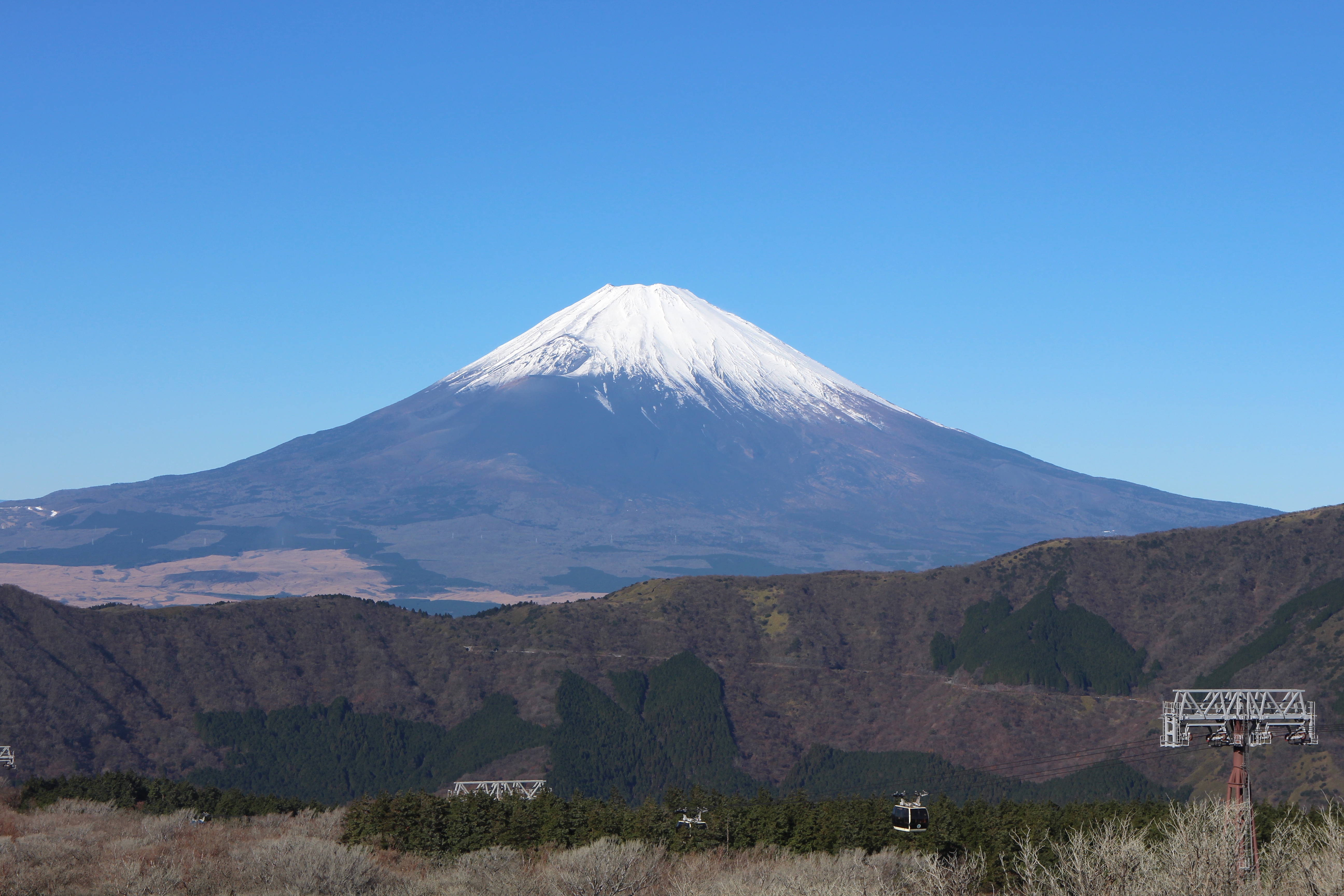
富士山は日本の文化的アイコンとしてよく使われている

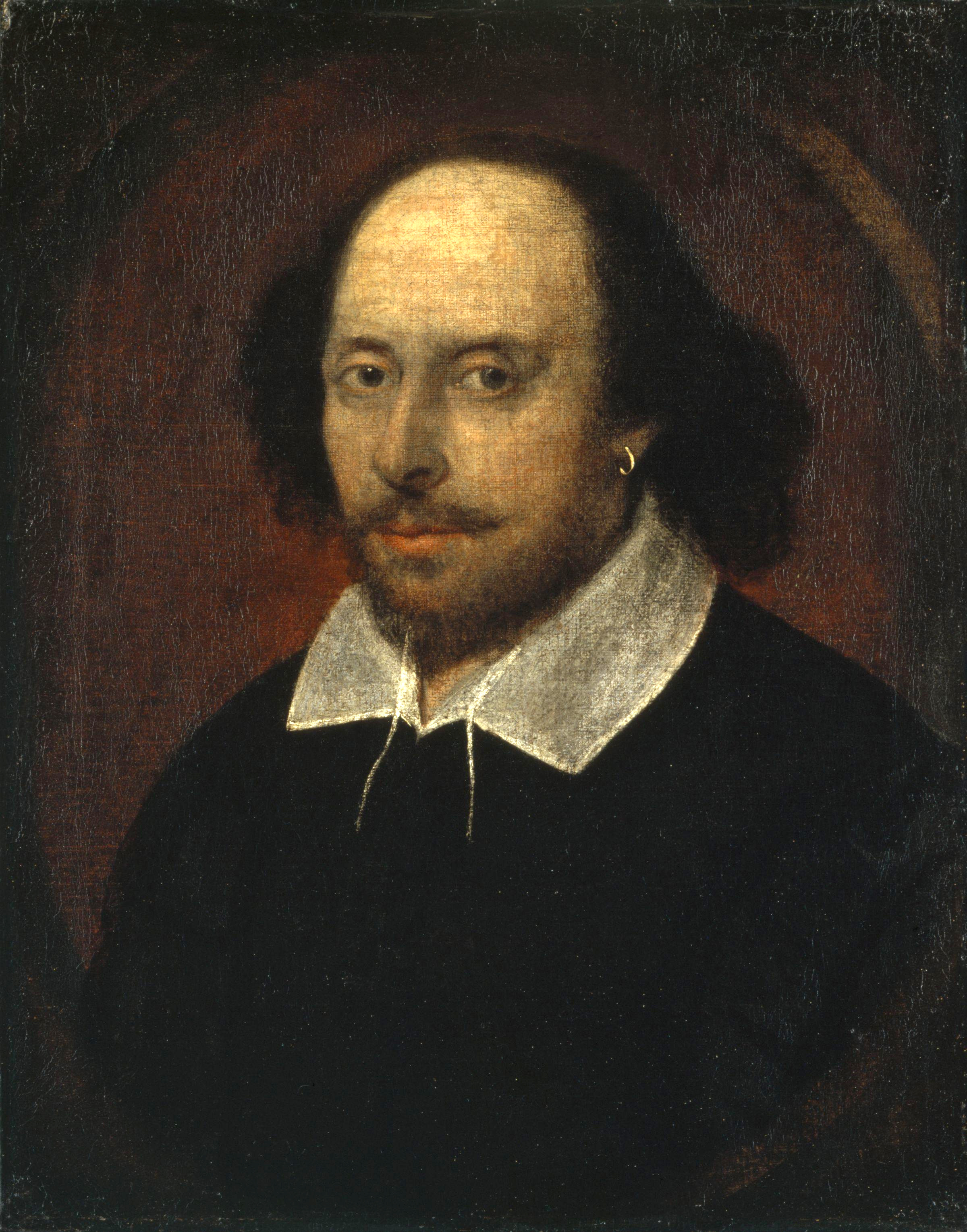
劇作家ウィリアム・シェイクスピアはイギリスの文化的アイコンとみなされている

文化的アイコン（ぶんかてきアイコン、Cultural icon）は、ある文化の成員によってその文化を代表するものとして認識される人物または人工物を指す。認識のプロセスは主観的なものであり、「アイコン」はその文化の本物の象徴としてどの程度見られるかによって判断される。文化的アイコンを見る者は、それが代表している文化的アイデンティティに対する一般的な理解とそれを関連づける。文化的アイコンは、別の文化に属する者から、ある文化の慣行を正しく表現したものだと認識されることもある。
ポップ・カルチャーなどでは、「アイコニック (象徴的)」という用語は、さまざまな人物、場所、物事を表現するために使用される。中には「アイコニック」という言葉が乱用されすぎていると考える識者もいる。

## 事例

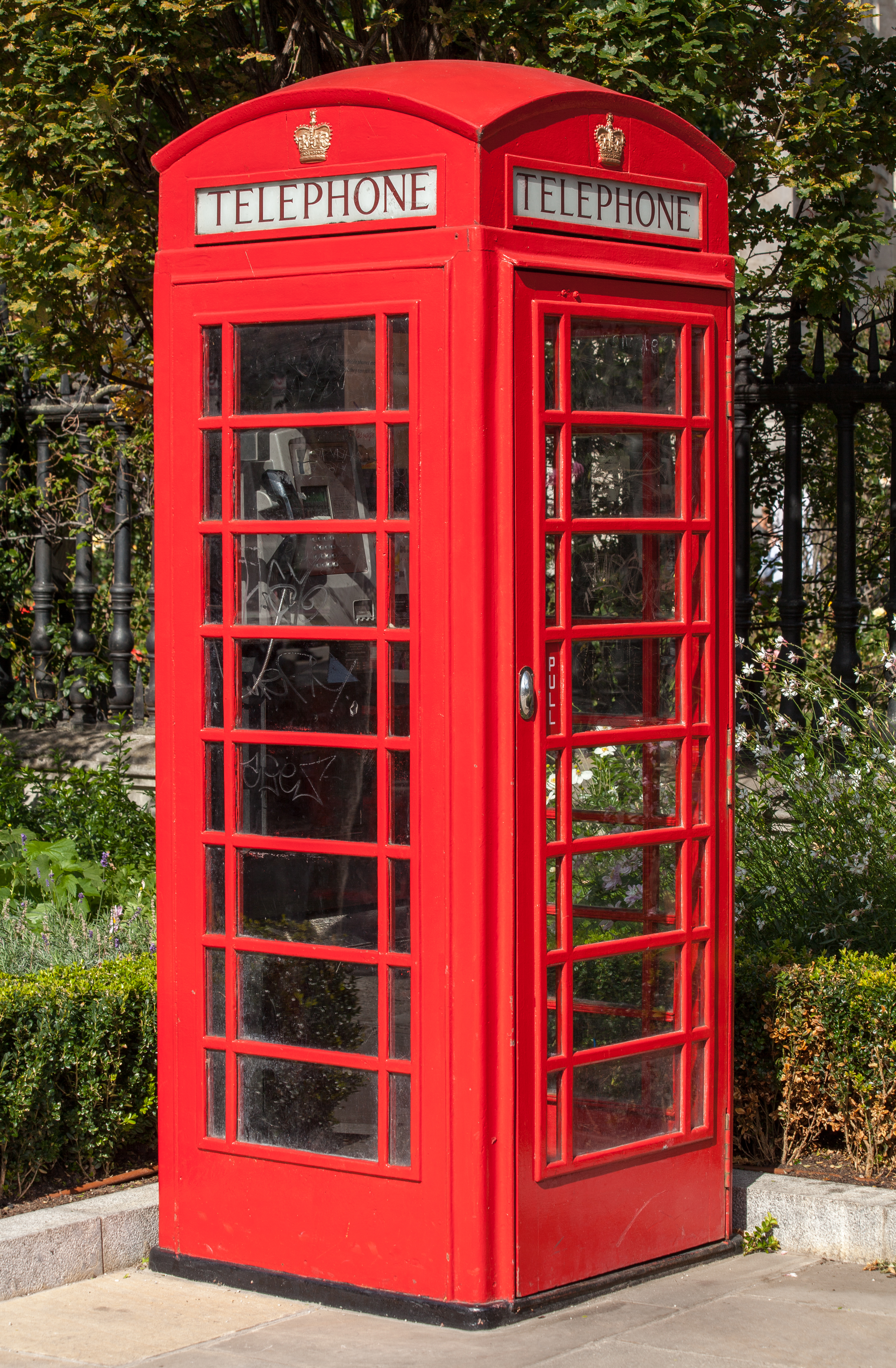
赤い電話ボックスはイギリスの文化的アイコンである。

『Canadian Journal of Communication』によると、学術文献では以下のすべてが「文化的アイコン」として説明されている。「シェイクスピア、オプラ、バットマン、赤毛のアン、カウボーイ、1960年代の女性ポップ歌手、馬、ラスベガス、図書館、バービー人形、DNA、ニューヨーク・ヤンキース」。
2006年、一般の人々からイギリスの国民的アイコンについてのアイデアを集めるウェブベースの調査が開始された。そしてその結果は、イギリス文化に対するイギリス人の見方を表すアイコンがどれほど幅広いものかを示している。その一例には、ロンドンの赤い2階建てバス（AEC・ルートマスター）がある。
マトリョーシカ人形は、世界的にロシアにおける文化的アイコンとみなされている。旧ソ連では、ハンマーと鎌のシンボルや、ウラジーミル・レーニン像が、打って変わってこの国の最も著名な文化的アイコンとなっていた。
文化的アイコンによって表される価値観や、規範、理想は、それに賛同する人々の間でも異なっている。文化的アイコンをまったく異なる価値観を象徴するものとして解釈する人の間でもかなり広く隔たりが生まれている。たとえばアップルパイはアメリカの文化的アイコンとなっているが、その意味はアメリカ人の間でも異なっている。
たとえば、共産主義崩壊後の東ヨーロッパで群衆がレーニン像を破壊したり、海外におけるアメリカの行動に抗議して星条旗を燃やしたりするなど、国家的象徴が政権に反対したり批判したりする人々の標的となる可能性がある。
カトリックの伝統が強い社会における聖母の表現など、宗教と文化が深く絡み合っている社会においては、宗教的アイコンも文化的なアイコンとなりえる。

## 批判
何かをアイコニックまたはアイコンとして説明することは、一般的なメディアにおいてかなり普通なことになってきた。これについては、一部から批判が集まっている。たとえば、「リバプール・デイリー・ポスト」紙の記者は、「アイコニック」を「身の毛がよだつような言葉」とし、「ほぼあらゆるものを説明するのに使われている」言葉であると語っている。ニュース・サイト「Christian Examiner」のマーク・ラーソンは、「アイコニック」を使いすぎの言葉と分類し、ニュース記事だけで「アイコニック」が18,000件以上使用され、さらに「アイコン」が30,000件も使用されていることがわかったと述べている。

## 種類
- ゲイ・アイコン
- ポップ・アイコン